# Nerulum
Nerulum va ser una ciutat de Lucània esmentada per Titus Livi durant les guerres entre els romans i els lucans.
L'any 317 aC la va prendre per assalt el cònsol Quint Emili Barbula. Estava situada a la via entre Càpua i Rhegium al punt on es creuava la via entre Potentia i Grumentum vora la frontera amb el Brútium segons l'Itinerari d'Antoní i la Taula de Peutinger.
Correspon probablement a la moderna La Rotonda, prop del naixement del riu Lao.